# Maria-Magdalena-Kirche (Vilmnitz)

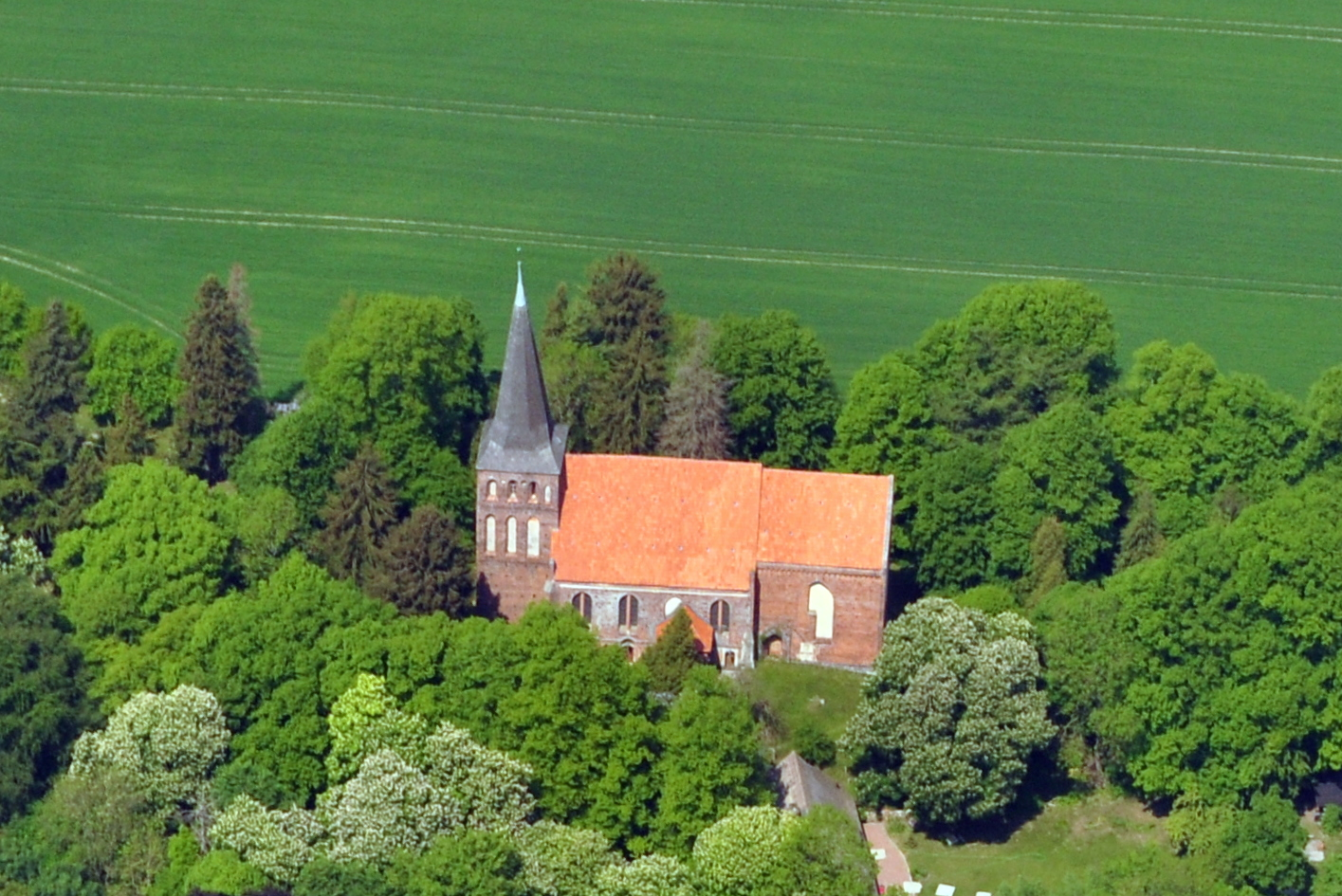
Die Maria-Magdalena-Kirche (Vilmnitz) aus der Luft (2011)

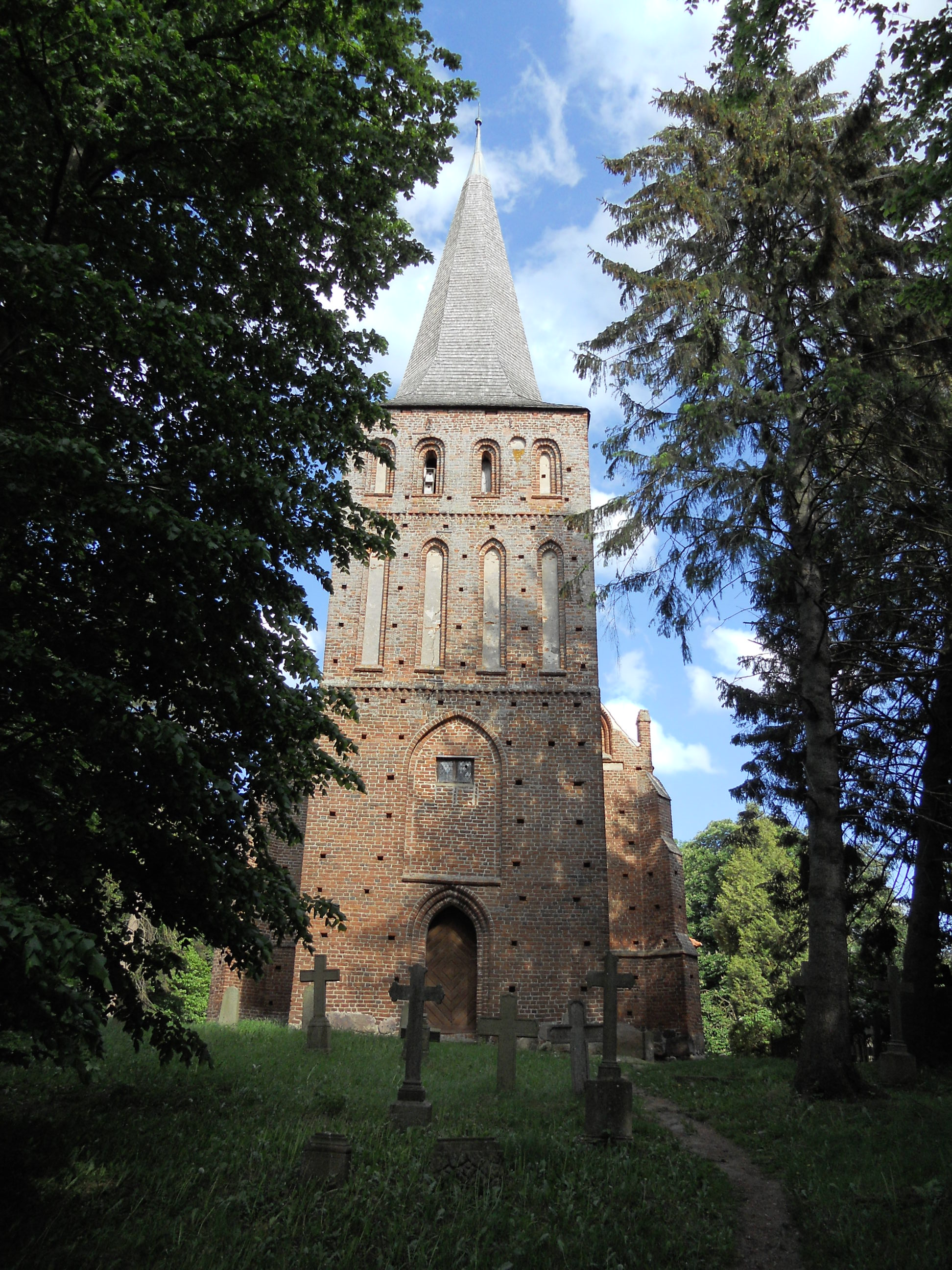
Maria Magdalena Vilmnitz

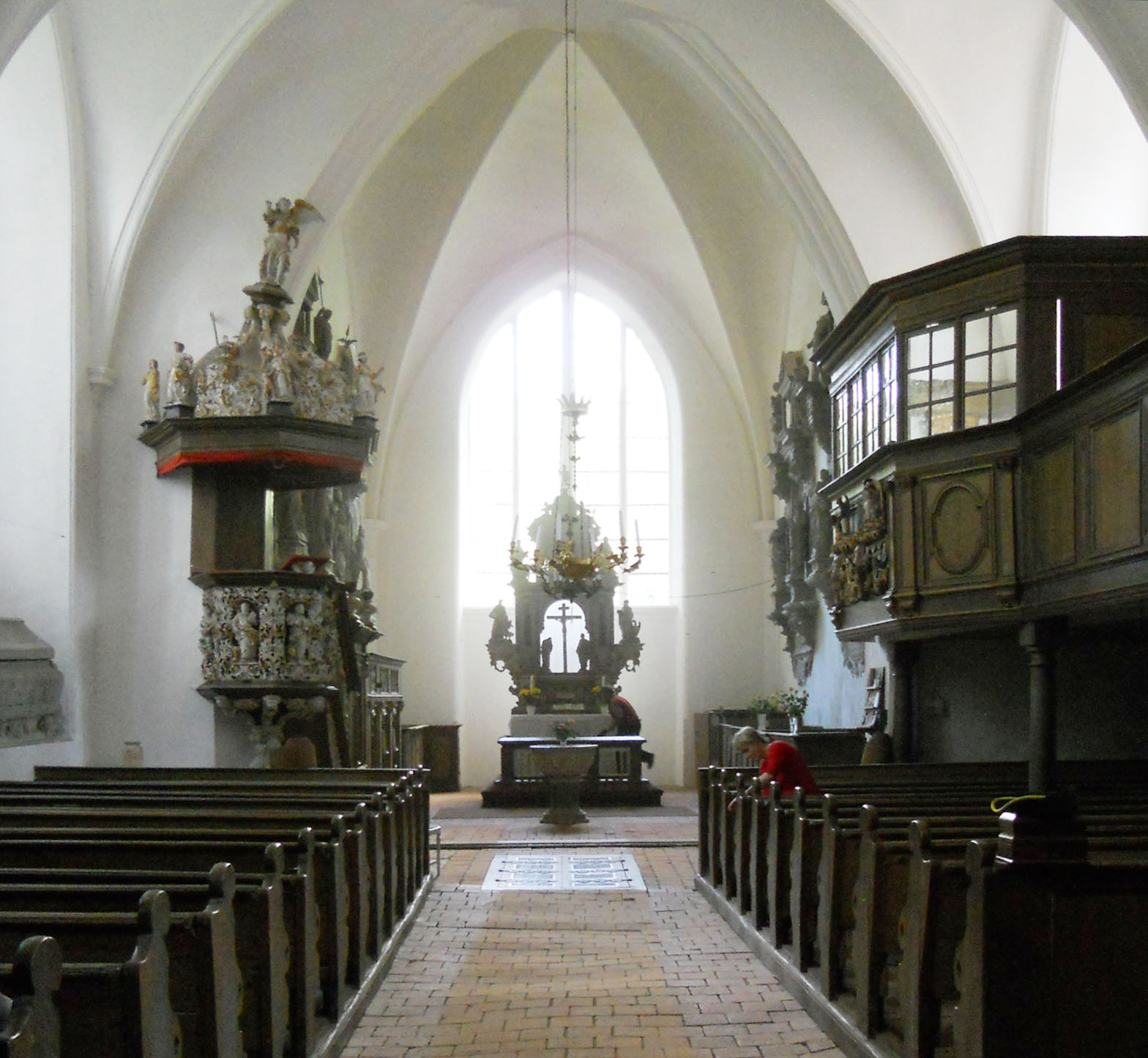
Kirchenschiff mit Blick auf den Altar

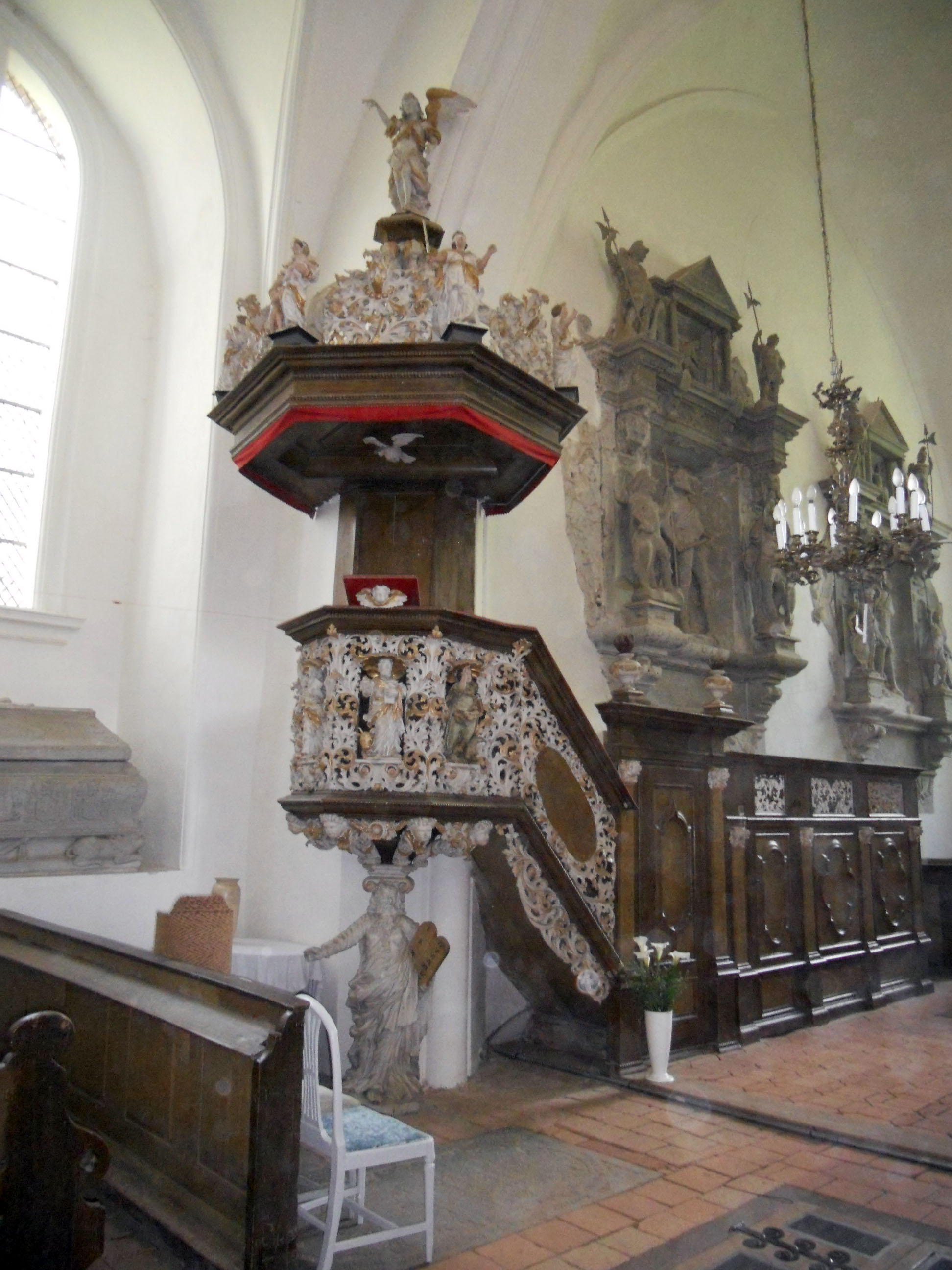
Kanzel

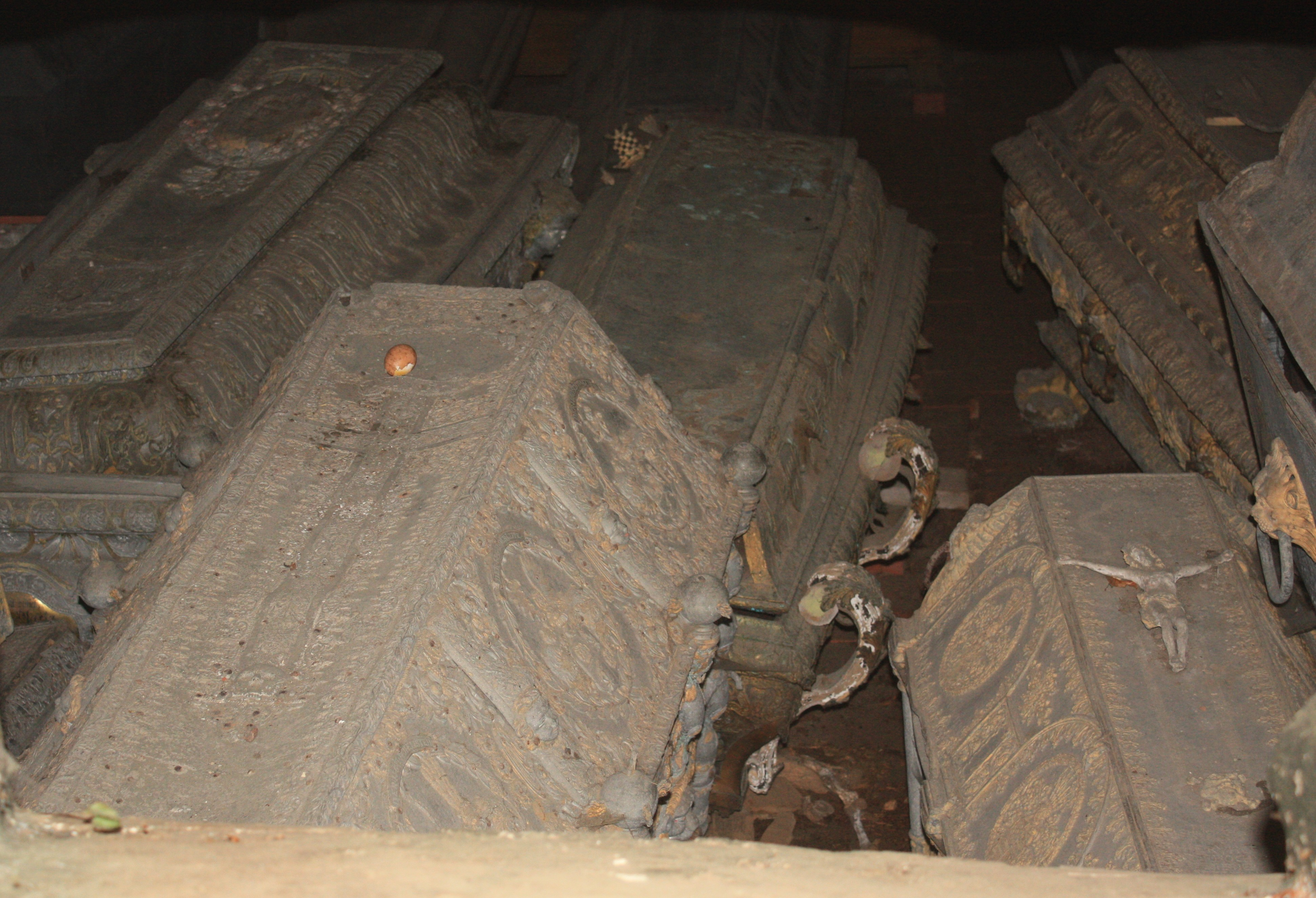
Blick in die Familiengruft derer zu Putbus durch eine Öffnung in der Außenmauer der Kirche

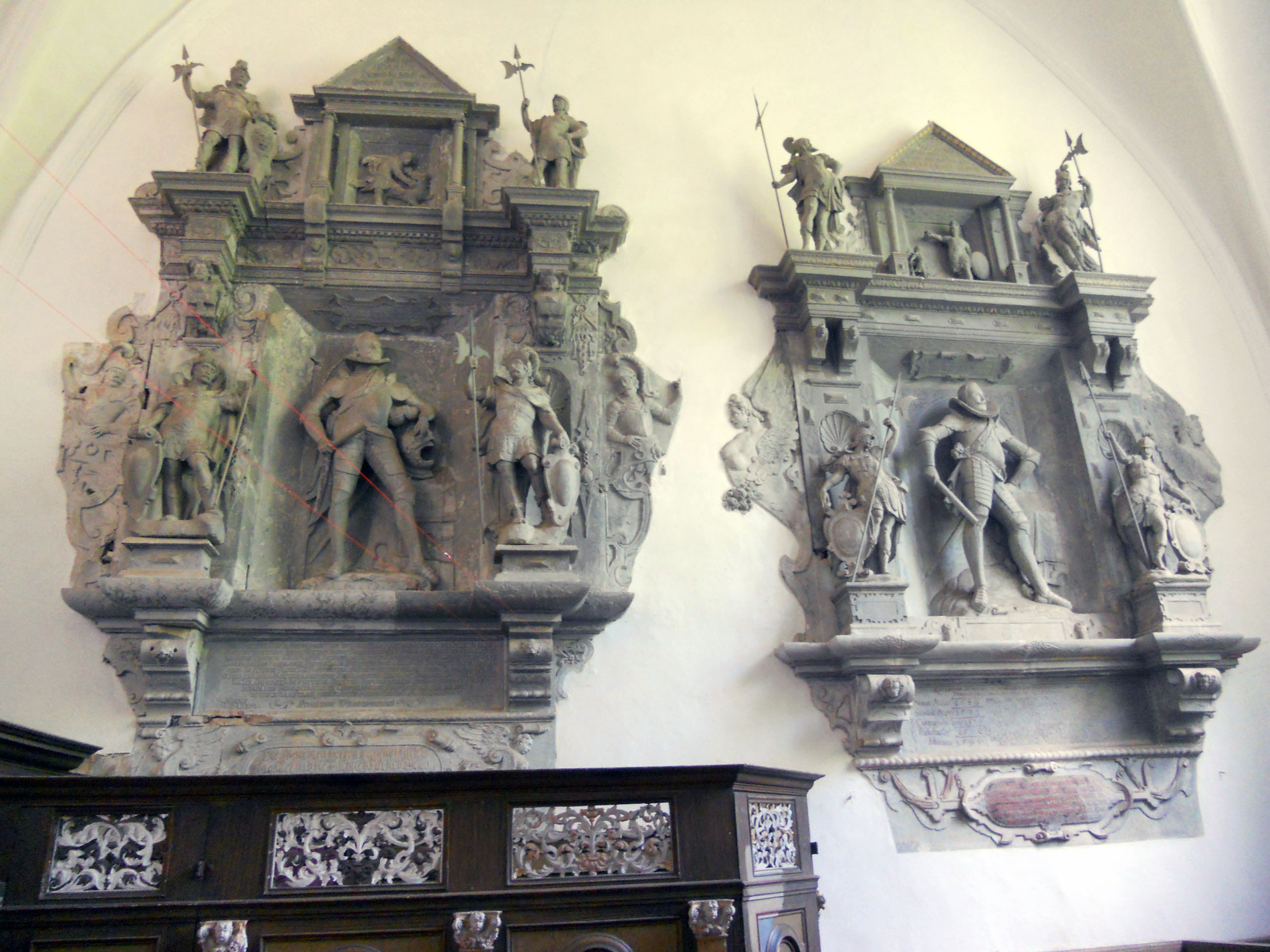
Epitaphien

Die Kirche St. Maria Magdalena zu Vilmnitz ist eine spätromanisch/gotische Backsteinkirche im Putbuser Ortsteil Vilmnitz.

## Geschichte
Die Kirche wurde erstmals am 17. Mai 1249 urkundlich erwähnt: die Parochie „Vylmenytze“ zu den Erbgütern des Borante de Borantenhagen gehöre und schon von seinen Vorfahren gegründet sei. Vermutlich ist die Kirche auf Stoislaw I., einen Bruder des Rügenfürsten Jaromar I., zurückzuführen, der um 1200 lebte.
Die Kirche wurde auf einer Erhebung am Rande des Ortes errichtet, sie ist deutlich in drei Teile gegliedert. Die Gliederungen sind der dreigeschossige quadratische Turm, das Langhaus und der gerade abschließende Chor.
Der älteste Teil der Vilmnitzer Kirche ist der Ostchor mit der Sakristei, die noch deutliche frühgotische Elemente aufweist, also aus der Zeit vor 1300 stammt. Das vierjochige Langhaus stammt aus der Mitte des 14. Jahrhunderts und wurde im 15. Jahrhundert erneuert, wenig später wurde der Turm vollendet. Spätestens seit dem Jahr 1351 wurde die Vilmnitzer Kirche als Begräbnisstätte der Familie zu Putbus bis ins Jahr 1860 genutzt. Zumindest im 14. Jahrhundert gehörte auch die damals auf der benachbarten Insel Vilm befindliche Vilmer Kapelle zum Pfarrsprengel der Vilmnitzer Kirche.
Im Kirchenschiff sind Strebepfeiler durch Spitzbögen miteinander verbunden, sie erwecken den Eindruck unterschiedlicher Lichtintensität.

## Ausstattung

### Hochaltar
Der Altar wurde 1603 laut einer Inschrift von den Brüdern Erdmann, Ernst, Ludwig, Volkmar, Wolf und Philip von Putbus gestiftet. Er wurde aus Sandstein gebaut und setzt sich aus dem Sockel mit dem Abendmahlrelief, dem Hauptfeld und einem doppelten Aufsatz zusammen. Für das 17. Jahrhundert ist der Aufbau mit Predella üblich. Die seitlichen Figuren stehen auf Konsolen, der Mittelteil ist mit Marmorsäulen als Rahmen gearbeitet. Ungewöhnlich ist die plastische Gruppe im Unterteil des Aufsatzes. Sie zeigt das letzte Abendmahl. Die Rundbogenöffnung des Mittelteiles ist durchbrochen, in ihr wird die Kreuzigung Jesu nach dem Johannesevangelium gezeigt. Anstelle der seitlichen Wangen wurden Konsolen mit den Figuren der vier Evangelisten eingebaut. Das Relief des Aufsatzes zeigt die erste Begegnung zwischen Maria Magdalena und Jesus. nach der Auferstehung.

### Familiengruft von Putbus
In der Kirche unter dem Ostchor befindet sich die Familiengruft derer zu Putbus mit achtundzwanzig Särgen. Hier wurden auch der Putbuser Stadtgründer Fürst Wilhelm Malte I. und seine Ehefrau bestattet. Sie waren die letzten dort bestatteten Personen (1854 und 1860), da seit 1867 das Mausoleum im Putbuser Schlosspark die Begräbnisstätte der fürstlichen Familie zu Putbus und einiger Verwandter war.
In der Kirche befinden sich die reich verzierten Sarkophage von Malte Graf zu Putbus und seiner Gemahlin Magdalena Juliana, um 1730 aus Kalkstein. 
Auf dem Friedhof wurde „Franz Wilhelm Fürst zu Putbus, 28.5.1927–5.4.2004“, beigesetzt. Seine Grabplatte ziert das fürstliche Wappen, flankiert von zwei „Wilden Männern“ mit Streitkeule und Helm.

### Barockkanzel
Hans Broder, ein Stralsunder Kunstschreiner fertigte die sechseckige Kanzel 1709 aus Holz an. Sie bildet zusammen mit dem auch von Broder gefertigten Beichtstuhl eine Einheit. Eine Mosesfigur dient als Kanzelfuß. Der Aufgang zum Kanzelkorb ist reich mit Fruchtgehängen und Puttenköpfen verziert. In den vier Feldern des Korbes stehen Figuren der Evangelisten. Das Lesepult wird von einem Engelskopf getragen. Auf dem Schalldeckel sind die Tugenden figürlich dargestellt. Die Kanzel wird von einem Engel mit einem Flügel bekrönt.

### Epitaphien
Die vier Epitaphien befinden sich paarweise an der Süd- und Nordwand. Es sind im Einzelnen die Grabmale von:
- Ludwig Herr zu Putbus † 1594
- Anna Maria Gräfin von Hohenstein, † 1595
- Erdmann Herr zu Putbus, † 1622
- Sabine Hedwig Gräfin von Eberstein, † 1631

Vom Aufbau her sind sich die Epitaphien ähnlich, verschiedene reliefartige Darstellung erinnern an die Verstorbenen.

### Orgel

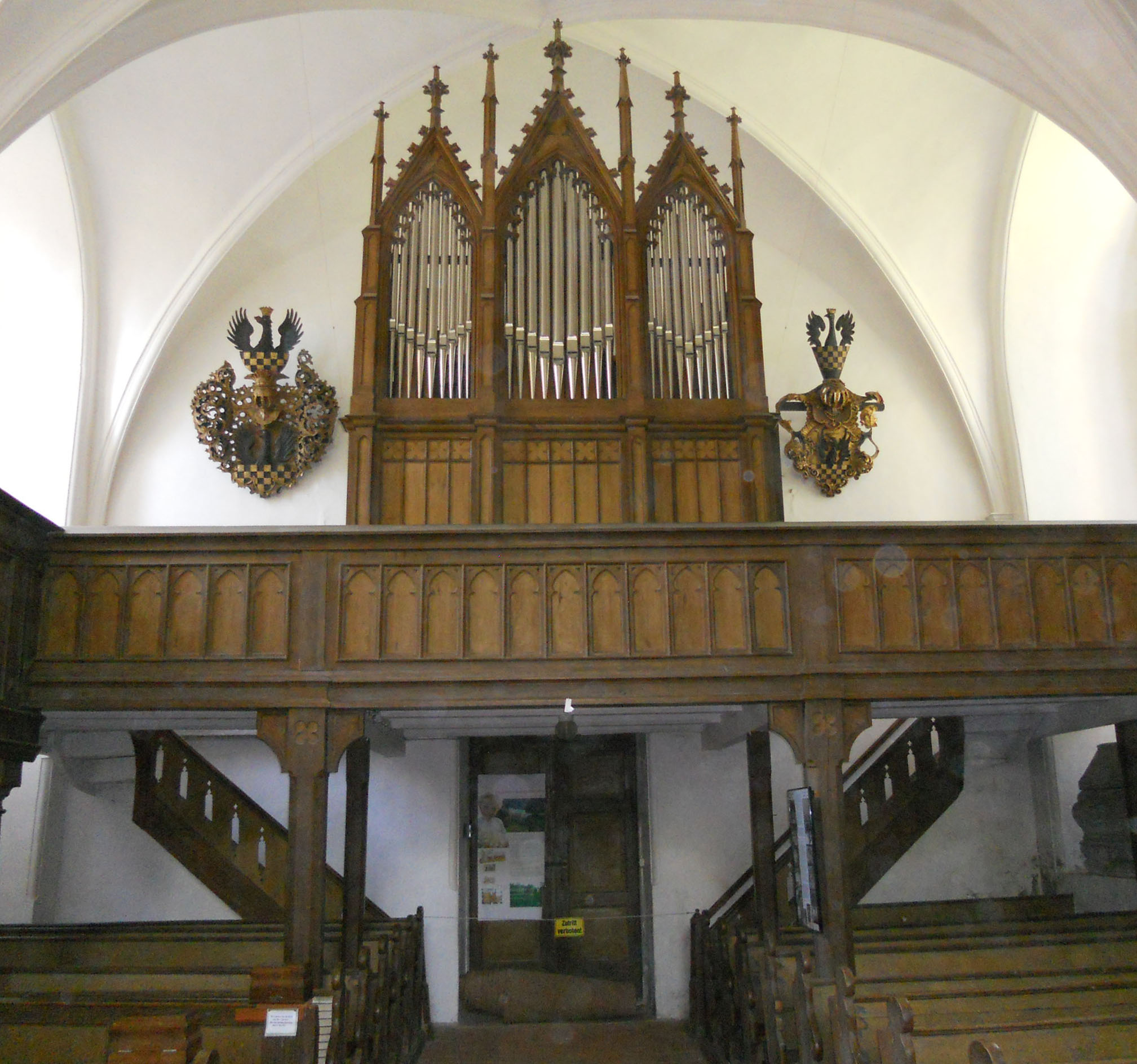
Empore mit Orgelprospekt

Die Kirche hatte wahrscheinlich schon vor 1640 eine Orgel; deren Hersteller ist jedoch nicht bekannt. Diese Orgel war Mitte des 19. Jahrhunderts (1863) kaum noch bespielbar und wurde durch die jetzige Orgel ersetzt. Diese Orgel auf der Westempore stammt vom Stralsunder Orgelbauer Friedrich Albert Mehmel; sie wurde 1866 gebaut und im Jahr 1996 restauriert.

## Sage vom Riesen Balderich
Der Riese Balderich, laut dem Märchen von Ernst Moritz Arndt, ärgerte sich sehr über den Bau der Kirche. Als sie fertig war, ging er auf den Putbuser Tannenberg und schleuderte einen gewaltigen Stein auf die Kirche, um sie zu zerschmettern. Aber er warf zu weit, und der „Riesenstein“ fiel bei Nadelitz ins Feld, wo er noch heute liegt.

## Sonstiges
Seit über 25 Jahren finden in den Sommermonaten am Donnerstag abendliche Orgelkonzerte statt.
Die Kirche war im Jahr 1967 Schauplatz für den Film Die Heiden von Kummerow und ihre lustigen Streiche.

## Gemeinde
Die evangelische Kirchgemeinde gehört seit 2012 zur Propstei Stralsund im Pommerschen Evangelischen Kirchenkreis der Evangelisch-Lutherischen Kirche in Norddeutschland. Vorher gehörte sie zum Kirchenkreis Stralsund der Pommerschen Evangelischen Kirche.